# Трансилвански саксонски език
Трансилванският саксонски език (Såksesch, на унгарски: Erdélyi szász nyelv, на немски: Siebenbürgersächsisch или Siebenbürgisch-Sächsische Sprache, на румънски: Limba săsească) е езикът на трансилванските саксонци. Той се смята от някои за диалект на немския език.
Езикът е говорен основно в Трансилвания, Румъния (преди 1918: Унгария) от населението с немски произход, заселило се тук през 12 век.
Голяма част от говорещите езика са емигрирали в Германия, Австрия, САЩ, Канада и други западни държави, като са запазили неговите особености. Преди революцията от 1989 г. по-голямата част от трансилванските сакси все още живеят в Румъния. След това много от тях емигрират в Германия, като само 15 000 души остават в страната.
Езикът се говори ообщо от около 200 000 души.